# Tapinoma luffae
Tapinoma luffae is een mierensoort uit de onderfamilie van de Dolichoderinae. De wetenschappelijke naam van de soort is voor het eerst geldig gepubliceerd in 1955 door Kurian.